# Hipsway
Hipsway var en skotsk pop/rockgrupp.
Den bildades 1984 av John McElhone (basgitarr, före detta Altered Images) tillsammans med Graham Skinner (sång), Pim Jones (gitarr) och Harry Travers (trummor). Deras musik karakteriserades av Skinners djupa sångröst och Jones gitarrspel. Gruppen fick skivkontrakt med Mercury Records 1985 och gav ut singeln "Broken Years". Den följdes  några månader senare av "Ask the Lord", men trots stark marknadsföring fick gruppen inte så mycket uppmärksamhet förrän "Honey Thief" blev en singelhit året därpå. Från gruppens självbetitlade debutalbum utgavs en fjärde singel "Long White Car" men vidare listframgångar uteblev. John McElhone lämnade gruppen 1986 och bildade istället Texas. Hipsways andra album Scratch the Surface (1989) sålde dåligt och gruppen upplöstes strax efter dess utgivning. Bandet återförenades november 2016.

## Diskografi
Studioalbum
- Hipsway (1986)
- Scratch the Surface (1989)

Singlar
- 1985 – "Broken Years" (UK #72)
- 1985 – "Ask the Lord" (UK #72)
- 1986 – "The Honeythief" (UK #17)
- 1986 – "Ask the Lord" (nyinspelning) (UK #50)
- 1986 – "Long White Car" (UK #55)
- 1989 – "Your Love" (UK #66)